# Philagra kanoi
Philagra kanoi is een halfvleugelig insect uit de familie Aphrophoridae. De wetenschappelijke naam van deze soort is voor het eerst geldig gepubliceerd in 1940 door Matsumura.